# Estadio Antonio Maceo
Het Estadio Antonio Maceo is een multifunctioneel stadion in Santiago de Cuba, een stad in Cuba. Het stadion is vernoemd naar Antonio Maceo (1845–1896), een belangrijk onafhankelijkheidsstrijder en militair leider in Cuba. In het stadion is plaats voor 5.000 toeschouwers. 
De voetbalclub FC Santiago de Cuba maakt er gebruik van. Het stadion werd gebruikt voor wedstrijden op de Pan-Amerikaanse Spelen van 1991. Vanaf 2018 onderging het stadion een renovatie om het te moderniseren. Zo werd er onder andere een nieuw grasveld neergelegd. De FIFA zorgde voor de financiële middelen hiervoor.
Het stadion kreeg op woensdag 5 januari een certificaat van de FIFA voor het spelen van internationale wedstrijden. In het certificaat staat dat het veld is geïnspecteerd en dat het voldoet aan alle eisen die de FIFA stelt.